# Апостольская префектура Шицяня
Апостольская префектура Шицяня (лат. Praefectura Apostolica Shihtsienensis) — апостольская префектура Римско-Католической церкви с центром в городе Шицянь, Китай. Апостольская префектура Шицяня распространяет свою юрисдикцию на часть территории провинции Гуйчжоу. Апостольская префектура Шицяня подчиняется непосредственно Святому Престолу.

## История
23 марта 1932 года Римский папа Пий XI издал бреве Vicariatus apostolici, которой учредил миссию sui iuris Шицяня, выделив её из апостольского викариата Гуйяна (сегодня — Архиепархия Гуйяна).
2 декабря 1937 года Римский папа Пий XI издал буллу Pusillus christianorum, которой преобразовал миссию sui iuris Шицяня в апостольскую префектуру.

## Ординарии апостольской префектуры
- епископ Ludwig Baumeister (11.11.1932 — 2.12.1937);
- Matthias Buchholz (10.12.1937 — 1983);
  - Sede vacante — с 1983 по 1987 гг.;
- епископ Augustin Hu Daguo (1987 — 17.12.2011).

## Источник
- Annuario Pontificio, Libreria Editrice Vaticana, Città del Vaticano, 2003, ISBN 88-209-7422-3
- Бреве Vicariatus apostolici, AAS 24 (1932), стр. 387  (лат.)
- Булла Pusillus christianorum, AAS 30 (1938), стр. 250  (лат.)